# 보성 송간 신도비와 영보재
보성 송간 신도비와 영보재(寶城 宋侃 神道碑와 永報齋)은 대한민국 전라남도 보성군 복내면에 있는 조선시대의 신도비와 영보재이다. 2016년 3월 24일 전라남도의 문화재자료 제280호로 지정되었다.

## 개요
보성 영보재 및 송간선생 신도비는 조선시대 초기 충신으로 역사인물인 송간(1405～1480)선생의 인물 유적으로 영보재는 후손 송규성이 1800년 묘 아래에 세운 것으로 전하며 1921년 1979년 중건하였다. 재실은 조선후기에 건립한 건물로 정면 5칸 팔작지붕의 구조로 되어있으며 보존상태가 양보하고 가구식 구조가 튼튼하다. 내부 상량문과 중건기 등 기록자료도 잘 남아 있어 학술적, 건축적 가치가 높다. 신도비는 1919년에 건립한 석비로 조선말기 성리학자 연재 송병선이 비문을 짓고 글씨는 의병장으로 활동한 면안 최익현이 글씨를 씌여진 것으로 1919년에 다시 세웠다. 묘소 앞에 있는 묘비는 이중 지붕형태의 석비로 1919년에 세웠다.

## 참고 문헌
- 보성 송간 신도비와 영보재 - 국가유산청 국가유산포털